# Петрос Манталос
Петрос Манталос (грч. Πέτρος Μάνταλος; Комотини, 31. август 1991) је грчки фудбалер, који тренутно игра за АЕК из Атине и фудбалску репрезентацију Грчке.

## Каријера
Манталос је поникао у млађим категоријама фудбалског клуба Шкода Ксанти. Дана 13. септембра 2009. године, дебитовао је у грчкој Супер лиги на мечу против Ерготелиса. Први гол за Ксанти је постигао 4. децембра 2012. године, у дуелу против екипе Доксе из Драме. У лето 2013. године Манталос је потписао уговор са атинским клубом АЕК, али је остао у Ксантију још годину дана.
У лето 2014. године Петрос се вратио у АЕК. Већ 19. октобра, у мечу против Аполона Смирниса, дебитовао је у грчкој фудбалској лиги за нови тим. У истом мечу Манталос је постигао први гол за АЕК, из пенала. У 2016. години је са клубом освојио грчки куп. У сезони 2016/17. проглашен је за најбољег играча грчке суперлиге.

## Репрезентација
Дебитовао је за грчку репрезентацију 7. септембра 2014. године, у квалификационом мечу за Европско првенство 2016. против Румуније. Дана 7. јуна 2016. године, у пријатељском мечу против Аустралије, постигао је први погодак за национални тим.
Голови за репрезентацију
| #  | Датум              | Место               | Противник  | Гол | Резултат | Такмичење                                 |
| -- | ------------------ | ------------------- | ---------- | --- | -------- | ----------------------------------------- |
| 1. | 7. јун 2016.       | Мелбурн, Аустралија | Аустралија | 1:0 | 2:1      | Пријатељска                               |
| 2. | 7. октобар 2016.   | Пиреј, Грчка        | Кипар      | 2:0 | 2:0      | Квалификације за Светско првенство 2018.  |
| 3. | 18. новембар 2019. | Атина, Грчка        | Финска     | 1:1 | 2:1      | Квалификације за Европско првенство 2020. |

## Трофеји

### АЕК Атина
- Суперлига Грчке (1) : 2017/18.
- Куп Грчке (1) : 2016.

### Индивидуални
- Најбољи играч Суперлиге Грчке у сезони 2016/17.